# HD 37974
نجم آر 126 أو إتش دي 37974 في علم الفلك (بالإنجليزية:HD 37974 أو R 126) هو أحد نجمين اكتشفهما مقراب سبيتزر الفضائي ب مجرة ماجلان الكبرى التي تتبع مجرتنا مجرة درب التبانة وتبعد عنا نحو 170.000 سنة ضوئية. النجم الثاني هو نجم آر 66 ، ويحيط كل من النجمين قرص غباري يدور حوله ويعتقد بعض الفلكيين النظريين بأن تلك الحلقات الغبارية بداية لتكوين كواكب. تبلغ كتلة النجم آر 126 نحو 70 كتلة شمسية.

## أهميته
يصنف كل من النجمين «آر 126» و«آر 66» بأنهما عملاقان عظيمان فائقان ويتبعان تصنيف نجمي نجم-أو (عظيم الكبر، شديد الحرارة، وشديد الضياء). وقد أدهش القرص الغباري حول النجم منهما العلماء حيث كان في اعتقادهم أن أمثال تلك النجوم العملاقة لا تصلح لتكوين كواكب حولها بسبب إطلاقها المستمر رياح نجمية من سطحها مما لا يسمح بتجمع غبار لتكوين كواكبا.
ويقدر الفلكيون أن قرص الغبار حول النجم منزاحا بعيدا عنه على مسافة تعادل 60 مرة المسافة بين الشمس وبلوتو. كما يبدو أن القرص يحوي من الغبار نحو 10 أضعاف ما تحوية حزام كويبر الشمسي. ويعتقد العالم الفلكي كاستنر والباحثون العاملين معه أن تلك الحلقات الغبارية ربما تكون إما مرحلة أولي أو مرحلة أخيرة لتكون كواكب. فإذا كانت في مرحلة أخيرة من تكوين كواكب فيمكن اعتبار القرص نموذجا كبيرا من حزام كويبر.
ولا نعرف شيئا عن إمكانية تكوّن كواكب مثل تلك الموجودة في المجموعة الشمسية «حول نجوم عظيمة الكتلة ذات طاقة عالية في ظروف تحرك ودفع مستمر للغبار حول النجم، ولكن إذا كان ذلك ممكنا فإن تواجد مثل تلك الكواكب يكون قصيرا ومصحوب بظروف شديدة»، كما يقول تشارلز بيشمان، أحد الفلكيين العاملين في معمل المحركات النفاثة التابع لناسا ويعمل أيضا في معهد كاليفورنيا للتكنولوجيا في باسادينا، كاليفورنيا.